# Army of Mushrooms
Army of Mushrooms er det ottende studiealbum af det israelske psykedelisk trance band Infected Mushroom, udgivet den 8. maj 2012 af Dim Mak Records. Albummet indeholder en coverversion af "The Pretender" af Foo Fighters, "Serve My Thirst" og "U R So Fucked" (der blev udgivet som single/video den 14. februar 2012).
Nogle versioner af albummet indeholder en remasteret version af "Bust A Move" fra Classical Mushroom (2000).

## Certificering
Albummet debuterede sommer 71 på den canadiske Album Hitliste.

## Trackliste
1. . "Never Mind" – 6:05
2. . "Nothing to Say" – 6:28
3. . "Send Me an Angel" – 7:25 (Mashina cover)
4. . "U R So Fucked" – 4:41
5. . "The Rat" – 7:43
6. . "Nation of Wusses" – 7:02
7. . "Wanted To" – 3:24
8. . "Serve My Thirst" – 6:46
9. . "I Shine" – 5:43
10. . "Drum n Bassa" – 7:12 ("Bassa" på hebraisk betyder "nedern" (slang)
11. . "The Pretender – 6:34 (Foo Fighters cover)
12. . "The Messenger 2012" – 10.38 (remix af deres sang "The Messenger" fra 2000)
13. . "Swingish" – 6:16 (digital bonus sang)